# Сибирский врач
«Сибирский врач» – газета научной и общественной медицины и врачебного быта.
Выпускалась с 1913 по 1917 годы, еженедельно. Издатель – Н. Н. Топорков. Редакторы: профессор Томского университета С. В. Лобанов, приват-доцент П. И. Чистяков, доктор В. В. Корелин. 

## История
Вопрос об издании в Томске медицинской газеты был поднят еще в 1907 году. Была разработана программа издания, проект устава, избраны редакторы и редакционный комитет газеты. Имелось несколько статей для публикации первых номеров, но издать газету удалось только в 1913 году, из-за военного положения в Томске.
На страницах газеты публиковались научные статьи и доклады, биографии, рецензии, информация о проводимых опытах и исследованиях, медицинские объявления, и многое другое, соответствующее тематике газеты.  Редакция газеты стремилась популяризировать медицинские знания.
Сотрудничали с газетой такие известные профессора, как: П. П. Авроров, Н. И. Березнеговский, Н. В. Вершинин, приват-доцент П. В. Бутягин, доктор Н. Г. Гинзберг.
Количество страниц в номерах газеты было от 20 до 40. Стоимость отдельного номера составляла 20 коп., подписная цена на год — 7 руб.